# Краљевина Нри
Краљевина Нри је назив за некадашњу државу, односно систем друштвене организације Нри-Игбоа, једне од подгрупа народа Игбо у данашњој Нигерији.
Њено оснивање се традиционално приписује легендарном краљу Ерију који се око 948. спустио с неба и основао племена Игбоа. Његову власт су касније преузели намесници/заменици који су носили титулу езе Нри. За њих је било карактеристично да иза себе нису имали војску нити оружану силу, него су деловали више као свештеници, односно као посредници у споровима.
Врхунац утицаја краљевство је имало од 13. до 17. века, када су на његовом подручју почели утицати сукоби са суседним државама као и трансатлантска трговина робљем. Након што су на подручју Нигерије власт преузели Британци, године 1911. су последњим езеима одузели све световне овласти, чиме је краљевина формално престало да постоји.
Последњих деценија међу Игбоима трају покушаји да се Краљевина Нри обнови као духовна и културна институција.